# Тхоржевский, Александр Иванович
Александр Иванович Тхоржевский (25 февраля 1925, Фастовец, Киевская губерния — 15 февраля 1945, Калининградская область) — стрелок 294-го стрелкового полка 184-й стрелковой дивизии 5-й армии 3-го Белорусского фронта, красноармеец. Герой Советского Союза.

## Биография
Родился 25 февраля 1925 года в селе Фастовец ныне Фастовского района Киевской области. Украинец. Член ВКП(б) с 1944 года. В 1941 году окончил Фастовскую среднюю школу. Работал в колхозе.
В 1944 году призван в ряды Красной Армии. Воевал на 3-м Белорусском фронте.
16 августа 1944 года часть, в которой служил А. И. Тхоржевский, вела бои на литовско-прусской границе. Противник перешёл в контратаку и вклинился в боевые порядки наших подразделений. А. И. Тхоржевский со своими бойцами первым поднялся в атаку с призывом: «За Родину!». В этой рукопашной схватке он уничтожил 16 немецких солдат. Контратака врага была отбита.
Наступил рассвет 17 августа 1944 года. Снова приказ — «вперёд!» Увлекая за собой подразделение, А. И. Тхоржевский с бойцами, маскируясь в воронках, стремительно продвигался по выжженной траве к огневой вражеской точке. А немецкий пулемёт строчил и строчил из дзота.
А. И. Тхоржевский броском преодолел поражаемое пространство, подобрался поближе к дзоту и бросил одну за другой три гранаты. Немецкий пулемёт умолк. Ударили «катюши», над полем боя появилась советская авиация. Советские воины пошли на штурм немецких позиций. Враг был отброшен за реку.
А. И. Тхоржевский с группой бойцов в числе первых переправился на противоположный берег. Овладев небольшой высоткой, А. И. Тхоржевский водрузил на ней красное знамя. Сбылась мечта советского воина, он перешагнул границу нацистской Германии.
26 августа 1944 года газета «Правда» сообщала о тех, кто первыми вышел на Государственную границу. На групповом снимке, помещённом на первой странице, видно улыбающееся лицо А. И. Тхоржевского.
В феврале 1945 года войска 3-го Белорусского фронта наступали на Инстербург, громили врага в Восточной Пруссии. 15 февраля 1945 года при штурме укреплённого района Непритен красноармеец Александр Иванович Тхоржевский погиб. Похоронен в посёлке Славский Багратионовского района Калининградской области.
Указом Президиума Верховного Совета СССР от 24 марта 1945 года «за мужество и героизм, проявленный в борьбе с немецко-фашистскими захватчиками» рядовому Тхоржевскому Александру Ивановичу посмертно присвоено звание Героя Советского Союза.

## Награды
Награждён орденами Ленина, орденом Красной Звезды, Славы 2-й и 3-й степеней, медалями.

## Память
В селе Фастовец именем Героя названа средняя школа. На территории школьного двора заложен парк его имени. На заводе «Ленинская кузница» спущен на воду океанский рыболовецкий траулер «Александр Тхоржевский».